# Caminho da Paz
G.R.C.S.E.S Caminho da Paz é uma escola de samba do Guarujá, São Paulo. Em 2009, foi campeã do Grupo de acesso com duzentos pontos.
Em 2010, apresentou como seu enredo uma homenagem a Chica da Silva, abrindo o desfile do Grupo Especial, com cerca de 750 componentes.

## Segmentos

### Presidentes
| Nome                           | Mandato        | Ref.  |
| ------------------------------ | -------------- | ----- |
| José Ademar da Nova dos Santos | ? - atualidade | [ 4 ] |

### Diretores
| Ano  | Diretor de Carnaval | Diretor geral de harmonia | Mestre de bateria | Ref.  |
| ---- | ------------------- | ------------------------- | ----------------- | ----- |
| 2015 |                     |                           | Reinaldo          | [ 4 ] |
| 2016 |                     |                           |                   |       |

### Coreógrafo
| Ano  | Nome   | Ref.  |
| ---- | ------ | ----- |
| 2015 | Cléber | [ 4 ] |
| 2016 |        |       |

### Casal de Mestre-sala e Porta-bandeira
| Ano  | Nome                                                        | Ref.  |
| ---- | ----------------------------------------------------------- | ----- |
| 2015 | 1º Casal: Monique e Thomas 2º Casal mirim: Daiane e Matheus | [ 4 ] |
| 2016 |                                                             |       |

### Rainhas de bateria
| Período | Rainha | Ref.  |
| ------- | ------ | ----- |
| 2015    | Kelly  | [ 4 ] |
| 2016    |        |       |

## Carnavais
| Ano  | Colocação | Grupo       | Enredo                                                                              | Carnavalesco   | Intérprete                      | Ref.        |
| ---- | --------- | ----------- | ----------------------------------------------------------------------------------- | -------------- | ------------------------------- | ----------- |
| 2008 |           | Blocos      |                                                                                     |                |                                 |             |
| 2009 | Campeã    | Acesso      | O Bairro Todo Amanheceu Cantando                                                    |                |                                 |             |
| 2010 | 6ºLugar   | Especial    | Beleza e Ousadia de Francisca da Silva Oliveira                                     |                |                                 |             |
| 2011 | Campeão   | Acesso      | O Que os Olhos não Vêem o Coração Sente Sim Senhor                                  |                |                                 |             |
| 2012 | Especial  | 5°Lugar     | A força da Terra - Ainda há tempo de acordar                                        |                |                                 |             |
| 2013 | Acesso    | vice-campeã | Tradições Pernambucanas                                                             |                |                                 |             |
| 2015 | 6º lugar  | Acesso      | Nove Amanhãs Compositores: Xuxu do cavaco, Marquinhos Maluco, Jr. Bicalho e Robson. | Hélcio Eduardo | Beto, Jackson e Carlinhos Brabo | [ 4 ] [ 5 ] |